# Dry Tortugas
Die Dry Tortugas sind eine zu Florida gehörende, unbewohnte Inselgruppe im Golf von Mexiko. Sie stellen die äußerste, westlichste Gruppe der Florida Keys dar.  
Die Inseln wurden 1513 von Juan Ponce de León entdeckt, der ihnen den Namen „Tortugas“ gab, nach den zahlreichen dort beobachteten Meeresschildkröten. Der Zuname „Dry“ (= trocken) wurde später hinzugefügt, um das Fehlen von Trinkwasser anzuzeigen.
Die Dry Tortugas bestehen aus sieben kleinen Inseln (Keys) mit einer Gesamtfläche von 584.000 m² (0,584 km²), einigen Sandbänken sowie unzähligen Korallenriffen.
Die Inseln sind:
- 260.000 m²: Loggerhead Key, größte und mit bis 3 m Höhe höchste Insel. Auf ihr steht das Dry Tortugas Lighthouse (46 Meter hoch).
- 170.000 m²: Garden Key, zweitgrößte Insel, mit Fort Jefferson und dem Garden Key Lighthouse (20 Meter hoch).
- 120.000 m²: Bush Key
- 016.000 m²: East Key
- 008.000 m²: Long Key
- 006.000 m²: Middle Key
- 004.000 m²: Hospital Key

Ehemalige Inseln, heute Sandbänke, sind:
- Southwest Key, 1875 versunken
- Bird Key, 1935 versunken
- North Key, 1875 versunken
- Northeast Key, 1875 versunken

Die Inselgruppe steht bereits seit 1908 unter Naturschutz und wurde 1992 mitsamt den sie umgebenden Gewässern zum Dry-Tortugas-Nationalpark erhoben.